# Dove Cameron
Dove Cameron (født Chloe Celeste Hosterman, 15. januar 1996) er en amerikansk skuespiller og sangerinde. Cameron er kendt for sin rolle i tv-serien Liv og Maddie og en af hovedrollerne i filmen Descendants, der begge vises på Disney Channel.[kilde mangler]

## Opvækst
Dove Cameron er født i Seattle, Washington, som Chloe Celeste Hosterman. Hun er datter af Philip Alan Hosterman og Bonnie Wallace, som senere blev skilt. Hun har en ældre søster, som hedder Claire Hosterman. Hun voksede op i Bainbridge Island, Washington. Da hun var barn, gik hun på Sakai Intermediate School. Da hun var 14 år, flyttede hun sammen med sin familie til Los Angeles, Californien, hvor hun sang i Burbank High School's National Championship Show Choir.[kilde mangler]
Hun er af skotsk og fransk afstamning og taler flydende fransk, da hun har tilbragt mange år af sit liv i Frankrig.[kilde mangler]
Hun har været åben om at være mobbeoffer, som startede for hende fra 5. klasse til slutningen af high school.[kilde mangler]

## Privatliv
Cameron har har kommet sammen med sin kollega fra Liv og Maddie, skuespiller og sanger Ryan McCartan, siden august 2013. Sammen har de et band som hedder The Girl and The Dreamcatcher. Parret offentliggjorde deres forlovelse den 14. april 2016. De brød forlovelsen i oktober 2016. Dove kommer nu sammen med hendes kollega fra både The lodge og Descendants 2 og 3  Thomas Doherty. De to er lige flyttet i deres første hus sammen.
Dove Camerons far døde i 2011, da hun kun var 15 år.

## Filmografi
| År          | Titel                                       | Rolle                      | Noter       |
| ----------- | ------------------------------------------- | -------------------------- | ----------- |
| 2012        | Shameless                                   | Holly Herkimer             | to episoder |
| 2012        | The Mentalist                               | Charlotte Anne Jane        | en episode  |
| 2013        | Malibu Country                              | Sienna                     | en episode  |
| 2013-til nu | Liv og Maddie                               | Liv Rooney / Maddie Rooney | Hovedroller |
| 2014        | Cloud 9                                     | Kayla Morgan               | Tv-film     |
| 2015        | Austin & Ally                               | Bobbie                     | Tv-film     |
| 2015        | Barely Lethal                               | Liz Larson                 | en episode  |
| 2015        | Descendants                                 | Mal                        | Film        |
| 2015        | R.L. Stine's Monstervilleː Cabinet of Souls | Beth                       | Tv-film     |
| 2017        | Descendants 2                               | Mal                        | Film        |
| 2018        | Agents of S.H.I.E.L.D.                      | Ruby                       | Tv-film     |
| 2019        | Descendants 3                               | Mal                        | Film        |